# 自己批判ショー
自己批判ショー（じこひはんショー、Zico-Hihan Show）は、茨城県古河市を活動拠点としている日本のコント劇団。1995年結成。古河市文化協会所属。

## 概要
- モンティ・パイソンに衝撃を受けたメンバーにより1995年に結成。
- 結成初期は「コンテンポラリー軽演劇」を標榜し、コントオムニバスを主体とした演劇スタイルで東京の劇場を中心に公演を行っていた。
- 2003年第12回ガーディアンガーデン演劇フェスティバルで『全国２ヶ所ツアー2003』を上演。[2]
- メンバーの多くは吹奏楽やロックバンドの音楽畑出身であり、劇中曲の大半はメンバーの手により作曲している。[3]
- 2007年からは生バンドを従えてミュージカル要素を取り入れた公演も行っていた。
- 近年では茨城県古河市を拠点に、ライブハウス企画や屋外イベント出演、インターネットテレビによる生コント上演[4]など活動の場を拡げている。[5]
- 2015年8月には 総務省「全国移住ナビ」茨城県古河市の公式PR映像として、イバラッパーfeat.自己批判ショー「ここが古河」が採用された。[6]
- 2020年以降は新型コロナウイルスによる影響でイベントの中止が相次ぎ活動の縮小を余儀なくされていたが、2022年から2023年にかけては「半世紀少年」と題し各種イベント企画や5年ぶりの本公演が大々的に行われる。[7]
- 2022年11月には日本青年館ホール「第70回記念全国青年大会」にゲスト出演し、特別公演を行った。[8]
- 近年はコント上演以外にも外部劇団への出演やイベント司会業などに加え、古河警察署のキャンペーンにおける暴力団追放コントの上演[9]や、一般初心者向けワークショップ[10]を開講するなど、笑いを通じた地域づくりにも積極的に取り組んでいる。

## メンバー
山本治（やまもと おさむ）
平成25年度看板役者。2012年代表に就任。作・演出を手掛ける。
『シアターグリーンの自己批判ショー』より参加。
小菅節男（こすげ せつお）
結成メンバー。結成当初から劇中曲を手掛ける。平成26年度看板役者。
鮫島ひかる（さめじま ひかる）
結成メンバー。初期自己批判ショーにおける唯一の女優。
川辺健（かわべ たけし）
『「生乾き」新作春夏コレクション』より音楽担当として参加。劇中曲を手掛ける。
『コントde反芸術』より役者として参加。
紺野秀行（こんの ひでゆき）
『木曜の男』より役者として参加。
ミュージカル上演時はドラム演奏も行った。
高雄一徳（たかお いっとく）
『０００（ダブルオーゼロ）　ＤＥＡＤ　ＯＲ　ＮＯＴ　ＡＬＩＶＥ』より映像担当として参加。
『自己批判ショーの西遊記』より役者として参加。
参加以来、ほぼ全ての映像及びデザインを手掛ける。
海老澤貴（えびさわ たかし）
2015年4月1日正式加入。 
劇団明野ミュージカル監督。
市村大統領（いちむら だいとうりょう）
2014年より研修生、2015年7月11日自身の主催するイベント「STUDS-PARTY１０-閃光の覇者-」にてデビュー。
佐藤ナオト（さとう なおと）
『熱狂の自己批判ショー』に出演後、『自己批判ショーマストゴーオン』より復帰。
杉山貴紀（すぎやま たかのり）
劇団明野ミュージカル出身。映像及びデザインを手掛ける。『自己批判ショーマストゴーオン』よりスタッフとして参加。
田中廉己（たなか れんき）
劇団明野ミュージカル出身。『THE六本木フールズ』より参加。
塚越学（つかごし まなぶ）
がーくん。個人で切り絵作家活動も行っている。
岩瀬マーキュリー（いわせ まーきゅりー）
2019年5月18日ちゃんみよTV24時間テレビより参加。
茅野愛（かやの　あい）
『SATURDAY  NIGHT  NOT  FEVER』以降、多くのイベントに出演。2020年正式加入。
梅原さくら（うめはら　さくら）
劇団五寸釘団長。『自己批判ショーマストゴーオン』以降、多くのイベントに出演。2020年正式加入。
古賀眞弓（こが　まゆみ）
2019年のかしげきシャッフルシアター「真夏＠Summer」での共演を経て2020年正式加入。
岩佐麻利恵（いわさ　まりえ）
2019年の「TEAM GOTTANI」より参加。2021年正式加入。
ヒグチタケシスタッフ。メンバー高雄の従兄弟。
中川あや制作。
大塚信之音響
佐藤ヒサコスタッフ。メンバー佐藤ナオトの嫁。

## 本公演
- 1995年 8月　自己批判ショーVol.1『日本人のロックンロール』（池袋・シアターグリーン）
- 1996年 2月　自己批判ショーVol.2『そんな言い訳聞きたくない！』（池袋・シアターグリーン）
- 1996年10月　自己批判ショーVol.3『何？埋め立て地？』（池袋・池袋小劇場）
- 1997年 6月　自己批判ショーVol.4『ＳＡＩＫＯ－ＳＡＩＢＡＮＳＹＯ』（池袋・池袋小劇場）
- 1997年12月　自己批判ショーVol.5『自己批判ショーオリジナルブランド「生乾き」新作春夏コレクション』（池袋・池袋小劇場）
- 1998年 7月　自己批判ショーVol.6『コントde反芸術』（池袋・池袋小劇場）
- 1999年 2月　自己批判ショーVol.7『チキショウ！またインターネットかよ！』（池袋・池袋小劇場）
- 1999年10月　自己批判ショーVol.8『熱狂の自己批判ショー』（池袋・池袋小劇場）
- 2000年 5月　自己批判ショーVol.9『シアターグリーンの自己批判ショー』（池袋・シアターグリーン）
- 2001年 7月　『自己批判ショー・イン・ジャパン』（古河・古河市公会堂）
- 2002年 6月　『０００（ダブルオーゼロ）　ＤＥＡＤ　ＯＲ　ＮＯＴ　ＡＬＩＶＥ』（古河・古河市公会堂）
- 2003年 2月　『全国２ヵ所ツアー2003・東京公演』（天王洲・スフィアメックス）
- 2003年 4月　『全国２ヵ所ツアー2003・ツアーファイナル神戸公演』（神戸・アートビレッジセンター）
- 2003年10月　『商業的可能性ゼロ 』（王子・王子小劇場）
- 2004年 5月　『まんが・古河の歴史』（下北沢・ＯＦＦＯＦＦシアター）
- 2004年10月　『まんが古河の歴史 ～古河編の歴史～』（古河・駅前劇場(仮設)）
- 2005年 6月　結成十周年記念作品『客少な続けて十周年』（新宿・タイニイアリス）
- 2006年 6月　『ＫＯＧＡＭＡＰ』（下北沢・ＯＦＦＯＦＦシアター）
- 2007年10月　『木曜の男』（王子・王子小劇場）
- 2008年 6月　『コントくん』（下北沢・ＯＦＦＯＦＦシアター）
- 2009年 4月　『小劇場王子』（王子・王子小劇場）
- 2010年 6月　『ＫＯＧＡＭＡＰ２０１０』（栗橋・くらっせ栗橋）
- 2010年10月　十五周年記念公演『十五周年漂流記』（小竹向原・アトリエ春風舎）
- 2012年10月　『自己批判ショーの西遊記』（古河・古河市地域交流センター（はなももプラザ））
- 2013年 1月　『自己批判ショーの西遊記（古河・古河市地域交流センター（はなももプラザ））茨城県立古河第一高等学校芸術鑑賞公演』
- 2013年10月　『自己批判ショーのオールスター大感謝祭』（古河・古河市地域交流センター（はなももプラザ））
- 2014年 1月　『自己批判ショーのオールスター大感謝祭Reprise』（古河・古河市地域交流センター（はなももプラザ））茨城県立古河第一高等学校芸術鑑賞公演
- 2016年 1月　結成20周年記念公演『自己批判ショーマストゴーオン！史上最大の小ホール』（水戸・茨城県立県民文化センター）公益財団法人いばらき文化振興財団助成事業
- 2016年 4月　『自己批判超マストゴーオン！ BORN TO BE KOGA』（古河・スペースＵ）平成28年度スペースU古河自主事業
- 2018年 5月　THE六本木フールズ〜自己批判ショーの麻布十番勝負〜（六本木・麻布区民センター）
- 2023年 2月　半世紀少年 TEAMコント・デリカット（牛久・エスカードホール）
- 2023年 2月　半世紀少年 TEAMコント・ギルバート（牛久・エスカードホール）
- 2023年 9月　半世紀少年Reprise（宇都宮・アトリエほんまる）
- 2024年 11月　コント合衆国（王子・北とぴあドームホール）エトエと合同公演

## 出演

### テレビ

#### レギュラー
- 合同会社自己批判商事 (2018年9月27日 - 、ちゃんみよTV 、毎月第4木曜日配信)[12]

#### 過去のレギュラー
- 自己批判ショー５ミニッツ（リバーシティ・ケーブルテレビ）
  - 第1期（2002年）
  - 第2期（2003年）
- 自己批判ショーの生でお願いします（2014年5月27日 - 2015年4月1日、 いばキラTV ）[13] - 毎月第四火曜日 21:00-21:45「いばキラ★NIGHT」枠で放送。2015年4月1日の最終回は、ライブハウス古河Spiderにて公開収録が行われた。[14]

##### 放映リスト
| 話数  | サブタイトル                                                   | ゲスト・出演者            | コーナー | 茨城の厠窓から       | 自己批判ダンス             | 放送日         | 備考                               |
| ----- | -------------------------------------------------------------- | ------------------------- | --- | -------------------- | -------------------------- | -------------- | ---------------------------------- |
| ＃001 | 奥さん、生ですよ・・・！                                       | 自己批判ショー            | 生コント「富井副部長五重奏」 |                      | 小菅長介のダンス講座       | 2014年 5月24日 |                                    |
| ＃002 | ナマで...あまぐり、ムいちゃいました！                          | 板子マコト                | 全国名産異種格闘技 VS 栃木（イチゴ） | 古河市四季の道       | さしま少年自然の家         | 6月24日        |                                    |
| ＃003 | ボンジョルノ！漫談家・街裏ぴんくの残らない話                   | 街裏ぴんく                | | 古河市歴史博物館入口 | 劇団スペースクロラ         | 7月24日        |                                    |
| ＃004 | 芸人級のガヤ！明野ミュージカルの面々                           | 劇団明野ミュージカル      | QSC参加作品「閻魔大王の地獄裁判」先行公開 | 雀神社               | 演劇集団スリーサイズ       | 8月24日        |                                    |
| ＃005 | ネットで話題沸騰！？ゲストはTheまてぃ～にと卓上セーブポイント  | Theまてぃ～に             | | 石岡                 | 劇団創造市場               | 10月24日       | 卓上セーブポイント初登場           |
| ＃006 | 一念発起！トーク力を磨け！                                     | 自己批判ショー            | 今月のうた「定位置」 メンバー同士のテーマトーク対決                                                                                            | 古河                 | 劇団明野ミュージカル       | 11月25日       | 放送後スピンオフ収録               |
| ＃007 | 時代に逆行！？まさかの妖怪人間                                 | 海老澤貴                  | 生コント「妖怪人間、面接へ行く」 | 下妻                 | しもんchu                  | 12月15日       |                                    |
| ＃008 | 大人気卓上セーブポイントが当たる！今だけ！                     | 橘川匠                    | | 下妻その2            | 自己批判ショーwith石川浩司 | 2015年 1月27日 | 卓上セーブポイントプレゼント企画   |
| ＃009 | いざご闘地！全国名産異種格闘技、再び！今宵のお相手は・・・！？ | ゆいまつり実行委員        | 全国名産異種格闘技 VS 群馬（落雁） | 下妻その3            | 演劇の会Moo                | 2月24日        |                                    |
| ＃010 | イバラッパー×自己批判ショー「ここが古河」ON AIR！              | 劇団五寸釘                | 新曲「ここが古河」初公開 | 古河市ふるさとの森   | しもいち交流会             | 3月24日        | スタジオ最後の放送                 |
| ＃011 | 自己批判ショーの生でお願いします ファイナル                    | 自己批判ショー 板子マコト | 生コント 「ごめんなさい音頭」 「世界プロレフェリング選手権」 「この人が急に」 「俺はこれがやりたい～もうダメだ」 「ホテル」 「エクレア取締法」 | 古河Spider           | 視聴者全員                 | 4月1日         | ライブハウス古河Spiderにて生放送。 |

#### 過去の出演
- 週刊いばスタ -いばらき情報バラエティ-（2015年11月4日 - 2015年11月25日、 いばキラTV ）[15] - 毎週水曜の12:00から配信。2015年11月の月間MCを担当。
- いばらき“生”ペロリ（2016年3月23日、 いばキラTV ）[16] - 出演は桝渕祥与、江戸むらさき、ちゃんみよ、水戸ご当地アイドル（仮）、ぶんぶん、自己批判ショー。ゲストとして「和心 いちえ」の「自己批判饅頭」を提供。
- イバラキングのごじゃっぺハイスクール（ いばキラTV ） - 同番組への出演がきっかけで「ここが古河」を共作する。
- 1億3000万人のSHOWチャンネル（ 日本テレビ系列 ） - 番組終盤のサプライズとして「ここが古河」を披露。[17]

#### ドラマ
- 究極癒し戦隊ヴィーナス・エンジェル（2004年、テレビ東京） - 戦闘員
- 佐藤家のＧさん（2020年10月21日 - 2023年12月20日、ちゃんみよTV） - 「GUNJI×GUNJI」内お茶の間コントコーナー

### ラジオ

#### 過去のレギュラー
- 放送特急ジコラジ（2015年8月1日 - 2017年4月16日、MUSIC.ZERO CHANNEL）[18] - 毎月2回、1日と16日に配信。

#### 過去の出演
- イバラキングのごじゃっぺラジオＺ（ ラヂオつくば ）
- What?Tsukuba（ ラヂオつくば ）
- スマイル・スマイル(茨城放送)

## ＣＭ
- RCC-TV「CATVインターネット」 （ 2002年 ）楽曲提供
- ホリエオート（2004年）
- クリーニング専科 （2015年 - ）ズワイガニクーポン編[19]
  - 先生役として小菅節男が出演。
- 大杉神社 願えば叶う（2019年 - ）[20]

## 参加作品
- イバラッパー03 （2015年3月27日）[21]
  - 茨城王のイバラッパー名義によるアルバム。M-4「ここが古河 feat.自己批判ショー」（作詞・作曲：イバラキング＆自己批判ショー）で参加。メンバー及び茨城王が茨城県古河市で撮影したＰＶも制作されている。
  - 2015年8月、総務省「全国移住ナビ」茨城県古河市の公式PR映像に「ここが古河」が採用された。
  - 2015年10月、古河市のPRソングに決定。[22]